# Myst Online: Uru Live
Myst Online ist ein Massively Multiplayer Online Game das von Cyan Worlds entwickelt und erstmals 2003 durch Ubisoft erschien. Nachdem es bereits 2004 eingestellt wurde, belebte Gametap es 2007 erneut. Das Spiel wurde erneut aufgrund niedriger Spielerzahlen eingestellt. 2008 veröffentlichte Rechteinhaber Cyan Worlds es schließlich als Open-Source-Software.

## Entwicklung
Als Myst Online: Uru Live startete das Spiel 2003 bei Ubisoft und wurde bereits Anfang 2004 wieder eingestellt. Die Inhalte wurden als eigenständige Erweiterungen für Uru - Ages Beyond Myst vermarktet. Im Frühjahr 2006 versuchte Gametap eine Wiederbelebung. 2007 startete Myst Online (Uru Live) und wurde im Frühjahr 2008 bereits wieder eingestellt. Im Dezember 2008 entschied man sich den Quelltext von Client, Server als auch Entwicklerwerkzeuge zu veröffentlichen. Der Entwickler begründete den Schritt damit, dass für die Weiterentwicklung die Ressourcen fehlten. 2010 wurde ein neuer Server von Cyan Worlds zur Verfügung gestellt und als MO:ULagain („Myst Online: Uru Live - Again“) wiederveröffentlicht.

## Rezeption
Myst Online: Uru Live erhielt wenig mediale Aufmerksamkeit, aber international in der Fachpresse gute Bewertungen.